# Tehsil d'Abbottabad

Le tehsil d’Abbottabad est en rouge sur cette carte, celui d’Havelian en vert.

Le tehsil d’Abbottabad est l’un des deux Tehsil (avec celui d’Havelian) du district d’Abbottabad au Pakistan.

## LesUnion Councils
Le tehsil d’Abbottabad est subdivisé en 35 Union Councils :
- Abbottabad Central
- Bagh
- Bagnotar
- Bakot
- Baldheri
- Banda Pir Khan
- Beerangali
- Berote Kalan
- Boi
- Chamhad
- Dalola
- Dhamtour
- Jarral
- Jhangi
- Kakul
- Kehal Urban
- Kukmang
- Kuthiala
- Kuthwal
- Malikpura Urban
- Mirpur
- Nagri Bala
- Nambal
- Namli Maira
- Nathiagali
- Nawansher Urban
- Palak
- Pattan Kalan
- Pawa
- Phalkot
- Pind Kargu Khan
- Salhad
- Sarbhana
- Sheikh-ul-Bandi
- Sherwan.